# کشت سلولی ریزسیالی
کشت سلولی ریزسیالی علوم زیست‌شناسی، بیوشیمی، مهندسی، و فیزیک را در جهت ایجاد تجهیزات و روش‌هایی برای کشت، نگهداری، تجزیه و تحلیل، و آزمایش کردن با سلول‌ها در مقیاس میکرو به هم پیوند می‌دهد.این روش، ریزسیال‌شناسی، یک مجموعه از فناوری‌های به کار رفته برای کارکردن با حجم‌های کوچک مایع (μL, nL, pL) در ریزسیستم‌های مصنوعی، و کشت سلولی را، که شامل نگهداری و رشد سلول‌ها در یک محیط کنترل شدهٔ آزمایشگاهی است، در هم می‌آمیزد.ریزسیال‌شناسی برای مطالعات زیست سلولی استفاده شده‌است زیرا ابعاد کانال‌های ریزسیالی با مقیاس فیزیکی سلول‌ها متناسب است.برای مثال، سلول‌های یوکاریوت ابعاد خطی بین ۱۰ تا ۱۰۰ میکرومتر دارند که در محدودهٔ ابعاد ریزسیالی قرار می‌گیرد.یک جزء کلیدی کشت سلولی ریزسیالی امکان تقلید ریزمحیط سلولی است که شامل فاکتورهای انحلال پذیری است که ساختار سلولی، کارکرد، رفتار و رشد آن را تنظیم می‌کنند.یک جزء مهم دیگر برای دستگاه‌ها، امکان تولید شیب‌هایی است که در بافت زنده وجود دارند زیرا این شیب‌ها نقش قابل توجهی را در فهم تأثیرات chemotactic ،durotactic، وhaptotactic روی سلول‌ها دارند.

## ساخت

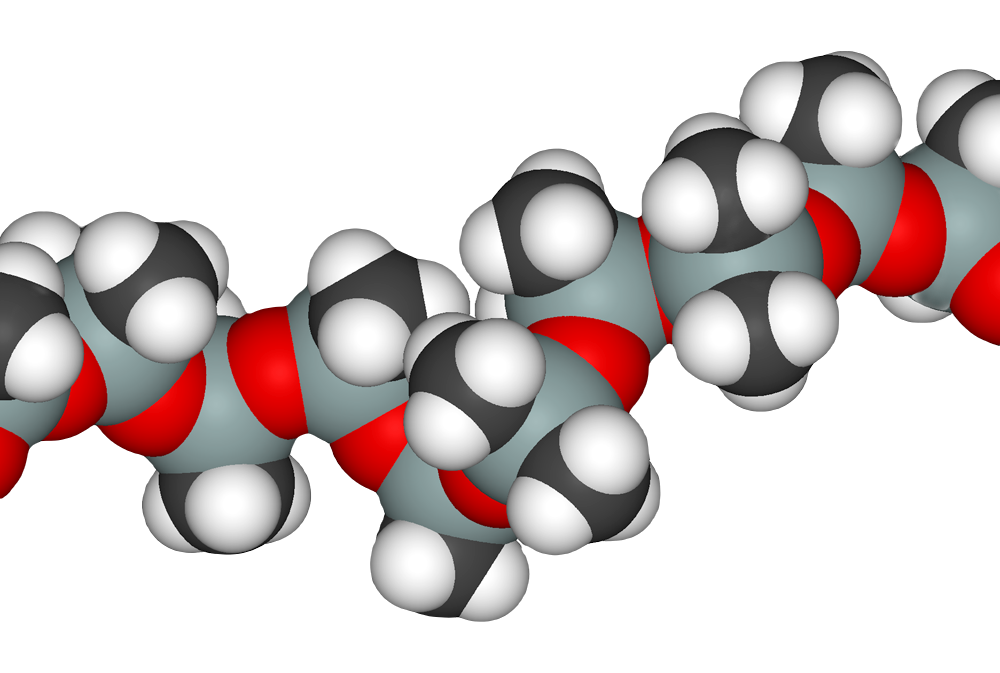
PDMS، رایج ترین ماده استفاده شده در ساخت دستگاه های ریزسیالی

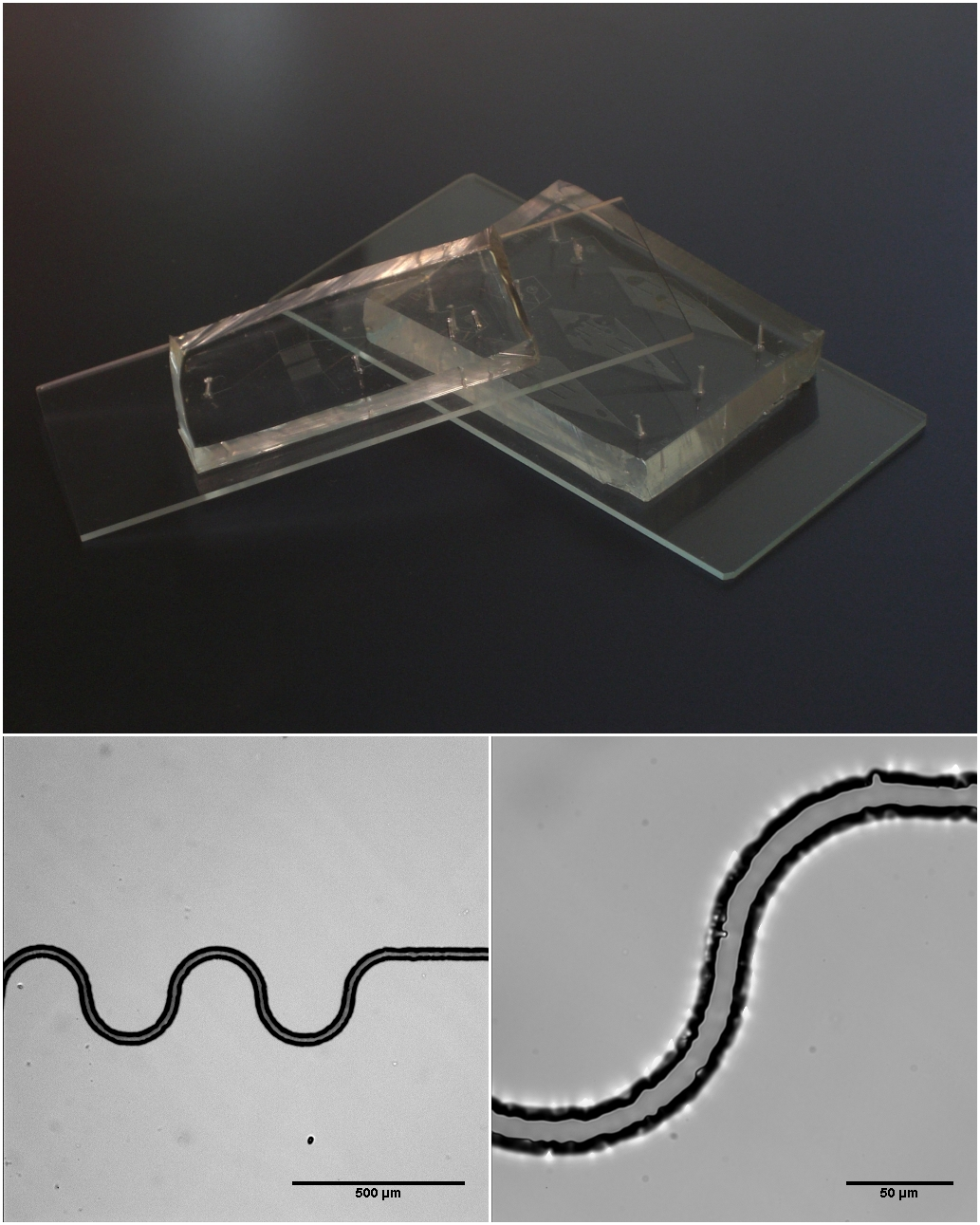
ابزارهای ریزسیالی سیلیکون رابر و شیشه ای. میکروفلوییدی. بالا: عکسی از ابزار. پایین: تصویر ریزنگاری فاز کنتراست از یک کانال مارپیچی با پهنای ~۱۵ میکرومتر.

برخی ملاحظات برای دستگاه‌های ریزسیالی مربوط به کشت سلول عبارتند از:
- مادهٔ سازنده (مثلاً پلی دی متیل سیلوکسان (PDMS)، پلی استایرن)
- هندسه منطقه کشت
- سیستم کنترل برای ارائه دادن و حذف کردن محیط کشت در هنگام نیاز با استفاده از هر دو روش منفعل (مانند جریان گرانش محور، یا پمپ مویینگی، یا پمپاژ منفعل براساس فشار لاپلاس)یا یک دستگاه کنترل شدهٔ دبی حجمی (به عنوان مثال سیستم پرفیوژن)[۵][۶][۷][۸]

مادهٔ سازنده بسیار مهم است زیرا هر پلیمری زیست سازگار نیست، در حالی که برخی از مواد مانند PDMS باعث جذب سطحی نامطلوب یا جذب مولکولهای کوچک می‌شوند. به علاوه، چندپارهای uncured PDMS می‌توانند به درون محیط کشت سلول شسته شوند، که می‌تواند به ریز محیط آسیب بزند. به عنوان یک جایگزین برای PDMS پرکاربرد، پیشرفت‌هایی در استفاده از ترموپلاست‌ها (به عنوان مثال پلی استایرن) به عنوان یک مادهٔ جانشین وجود داشته‌است.
سازمان دهی فضایی سلول‌ها در دستگاه‌های ریزمقیاس تا حد زیادی به هندسه منطقه کشت بستگی دارد تا سلول‌ها عملکردهای in vivo را انجام دهند. به عنوان مثال کانال‌های بلند باریک ممکن است برای کشت سلول‌های عصبی مناسب باشند. سیستم پرفیوژن انتخاب شده نیز ممکن است هندسهٔ انتخاب شده را تحت تأثیر قرار دهد. برای مثال، در یک سیستم که شامل پمپ‌های سرنگی است، لازم است در جهت نگهداری کشت سلولی کانال‌هایی برای ورودی پرفیوژن، خروجی پرفیوژن، مواد زائد، و بارگذاری سلول اضافه شوند. پرفیوژن در کشت سلولی ریزسیالی مهم است زیرا دوره‌های طولانی کشت روی تراشه و تمایز سلول را ممکن می‌سازد.
دیگر جنبه‌های حیاتی برای کنترل ریز محیط عبارتند از: تراکم کاشت سلول، کاهش حباب‌های هوا نظر به این که آن‌ها می‌توانند غشاهای سلولی را پاره کنند، تبخیر محیط کشت به دلیل رطوبت ناکافی محیط، و نگهداری کشت سلول (یعنی تعویض محیط کشت به‌طور منظم و به موقع).

## مزایا
برخی از مزایای عمده کشت سلولی ریزسیالی شامل حجم‌های نمونه کاهش یافته (به ویژه در زمان استفاده از سلول‌های اولیه که اغلب محدود هستند اهمیت دارد) و انعطاف‌پذیری در جهت شخصی‌سازی و مطالعه چند ریزمحیط در یک دستگاه است.هم چنین یک جمعیت سلولی کاهش یافته می‌تواند در یک سیستم ریزمقیاس استفاده شود (مثلاً چند صد سلول) در مقایسه با سیستم کشت بزرگ مقیاس (که اغلب به 105 – 107 سلول نیاز دارند); این می‌تواند مطالعهی برهم کنش‌های سلول-سلول معین را قابل دسترس تر کند. این تعداد کاهش یافته سلول‌ها به دلیل حجم‌های نمونهٔ کوچکتر مطالعه سلول‌های تقسیم نشدنی یا آهسته تقسیم شونده (به عنوان مثال سلول‌های بنیادی) را از روش‌های کشت سنتی (مانند فلاسک‌ها، ظروف پتری، یا صفحات چاهک دار) راحت‌تر می‌کند. با توجه به ابعاد کوچک در ریزسیال‌شناسی، جریان خطی می‌تواند به دست بیاید، که اجازه می‌دهد دستکاری روی سیستم کشت به راحتی بدون تأثیرگذاشتن روی سایر حفره‌های کشت انجام شود. جریان خطی هم چنین از این جهت مفید است که دینامیک سیالات در in vivo را درست‌تر تقلید می‌کند، که این کشت ریزمقیاس را نسبت به روش‌های کشت سنتی مناسب تر می‌کند.

## پلتفرم‌های کشت

### کشت دوبعدی
کشت دو بعدی (2D) کشت سلولی است که روی یک سطح صاف انجام می‌شود، به عنوان مثال در کف یک صفحه چاهک دار، و به عنوان روش مرسوم شناخته شده‌است. اگرچه این پلتفرم‌ها برای رشد و پاساژدادن سلول‌ها برای استفاده در آزمایش‌های بعدی مفید هستند، ولی محیط‌های ایده‌آلی برای نظارت بر پاسخ‌های سلولی به محرک‌ها نیستند زیرا سلول‌ها نمی‌تواند آزادانه حرکت کنند یا عملکردها را آن طور که در in vivo به برهم کنش‌های سلول-مادهٔ زمینه خارج سلولی وابسته هستند، انجام دهند.

### کشت سه بعدی
کشت سلولی سه بعدی (3D) کشت سلولی است که در یک محیط زمینهٔ مناسب زیستی انجام می‌شود، این معمولاً شامل سلول‌های جاسازی شده در یک hydrogel حاوی مولکول‌های خارج سلولی (به عنوان مثال کلاژن) می‌شود. با اضافه کردن یک بعد اضافی، ساختارهای سلولی پیشرفته تری می‌توانند حاصل شوند، و رفتار سلولی بیشتر نمایندهٔ دینامیک in vivo است؛ سلول‌ها می‌توانند در ارتباط بهتر با سلول‌های همسایه شرکت کنند و برهم کنش‌های سلول-خارج سلول می‌توانند مدل سازی شوند. این الگوهای کشت سلولی 3D ساده شده می‌توانند به شکلی با هم ترکیب شوند که عملکردهای بافت و اندام را به شکل مختصر در دستگاه‌های شناخته شده به عنوان اندام تراشه تکرار کنند. در این دستگاه‌ها اتاقک‌ها یا لایه‌های کلاژن حاوی انواع مختلف سلول می‌توانند به مدت چند روز با یکدیگر برهم کنش داشته باشند در حالی که کانال‌های مختلف مواد مغذی را به سلول‌ها می‌رسانند. یک مزیت این دستگاه‌ها این است که عملکرد بافتی می‌تواند تحت شرایط کنترل شده (به عنوان مثال اثر تنش برشی بر روی سلول‌ها، اثر چرخهای فشار یا نیروهای دیگر) مشخص و مشاهده شود تا عملکرد کلی اندام بهتر درک شود.اگر چه این مدل‌های 3D اغلب عملکرد اندام را در یک سطح سلولی در مقایسه با مدل‌های 2D بهتر الگوسازی می‌کنند، ولی هنوز چالش‌هایی وجود دارد. برخی از این چالش‌ها عبارتند از: تصویربرداری از سلول‌ها،کنترل شیب‌ها در مدل‌های استاتیک (یعنی بدون یک سیستم پرفیوژن) و مشکل بازآفرینی vasculature. با وجود این چالش‌ها، مدل‌های 3D هنوز به عنوان ابزارهایی برای مطالعه و تست پاسخ‌های دارویی در مطالعات داروشناختی استفاده می‌شوند. 